# Spytihněv II.
Spytihněv II. (češko Spytihněv II., latinsko Spitigneus
) iz dinastije Přemyslidov je bil od leta 1055 do svoje smrti vojvoda Češke, * 1031, Olomuc, † 28. januar 1061, Hradec nad Moravico.

## Življenje
Bil je najstarejši sin vojvode Břetislava I.  in njegove soproge Judite Schweinfurtske.  Ker se je njegov oče sprl s Henrikom III., cesarjem Svetega rimskega cesarstva, je mladi Spytihněv od leta 1039 več let preživel kot talec na nemškem dvoru.
Ko je nasledil očeta kot vojvoda, so njegovo kronanje proslavili s prvo znano izvedbo pesmi Hospodine pomiluj ny, najstarejše znane pesmi v češkem jeziku.
Po prevzemu oblasti je takoj odšel v Regensburg, da prejme cesarsko potrditev svojega položaja. Po besedah sodobnega kronista Kozme Praškega mu zvestoba Svetemu rimskemu cesarstvu ni preprečila, da je iz svoje dežele izgnal vse Nemce, vključno s svojo materjo Judito. Njegova protinemška politika se je nadaljevala vse do njegove smrti.
Leta 1056 je ukazal pregnati vse menihe iz Sazavske opatije, a je papež Nikolaj III. leta 1059 kljub temu iskal njegovo zaveznitvo. Rim mu je za plačilo 100 mark letno  celo podelil pravico nošenja mitre in škofovske tunike.
Ko so njegovi bratje podedovali Moravsko, je Spytihněv poskušal zmanjšati njihovo moč tako, da je aretiral 300 moravskih magnatov in svojim bratom odvzel njihove pravice v pokrajini. Vratislav Olomuški je zato leta 1058 pobegnil na Ogrsko.
Spytihněva II. je nasledil Vratislav II., sin Břetislava I., ki je Moravsko prepustil svojemu bratu Konradu I.

## Družina
Spytihněv se je okoli leta 1054 poročil z Ido (Hiddo) Wettinsko,  hčerko mejnega grofa Teodorika II. Lužiškega. Z njo je imel 
- hčerko neznanega imena, poročeno z grofom Wichmannom Altencellskim, in sina
- Svatoborja (Friderika), od leta 1084 patriarha Oglejskega patriarhata, ki je bil 23. februarja 1086 umorjen.[9]